# Beleg van Maastricht (1748)
Het Beleg van Maastricht van april-mei 1748 vond plaats tijdens de eindfase van de Oostenrijkse Successieoorlog (1740-1748) en eindigde op 7 mei van dat jaar met de capitulatie van Maastricht. Nog geen jaar later vertrokken de Franse bezetters weer. De kortstondige bezetting had geen blijvende politieke gevolgen.

## Voorgeschiedenis
Op 1 november 1740, in het jaar waarin de Oostenrijkse Successieoorlog uitbrak, werd Hobbe Esaias van Aylva benoemd tot commandant van de vesting Maastricht. Gouverneur van Maastricht was op dat moment Willem VIII van Hessen-Kassel, maar deze was meestal afwezig omdat hij tevens generaal was van de cavalerie in het Staatse leger. In feite was Aylva bevelhebber van het Maastrichtse garnizoen tijdens de Oostenrijkse Successieoorlog.

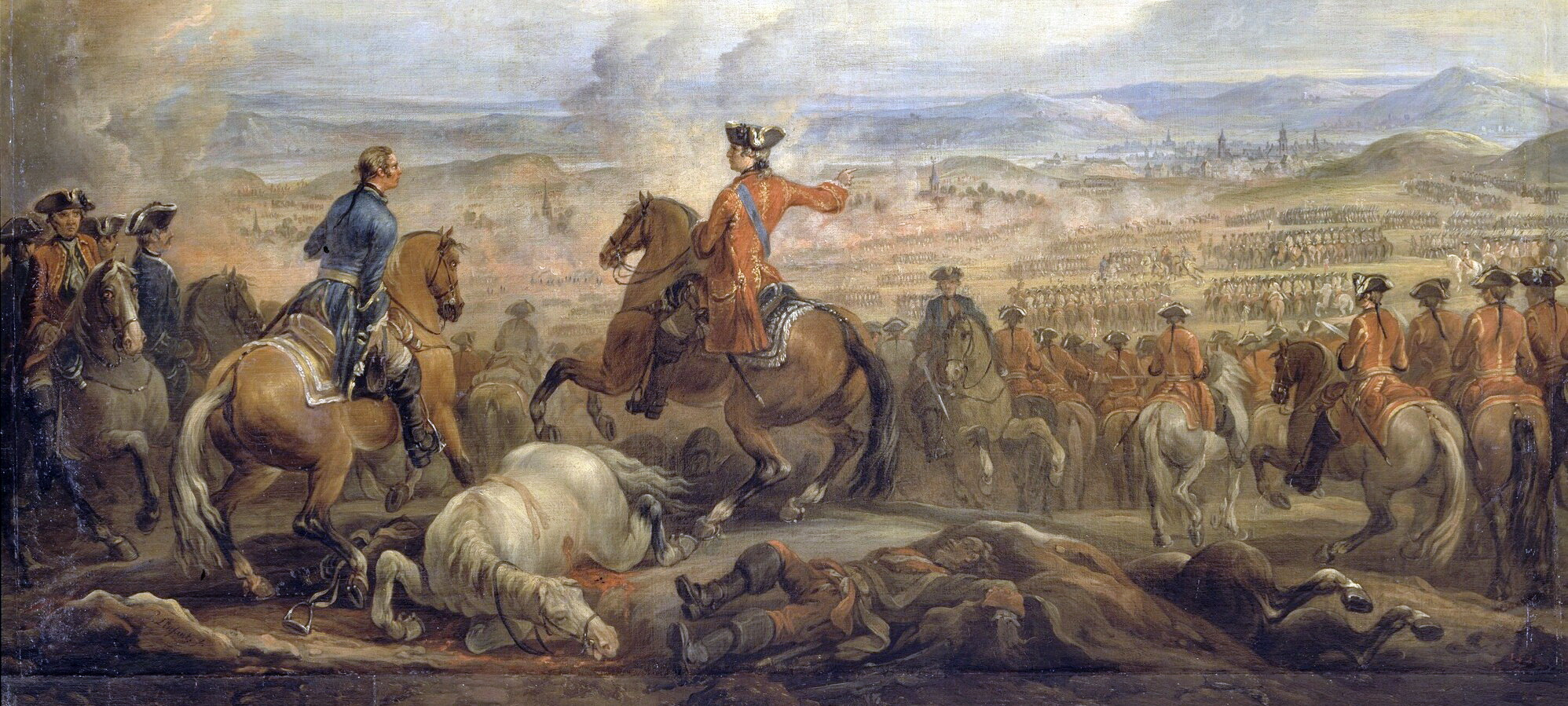
Slag bij Rocourt, 11 okt. 1746

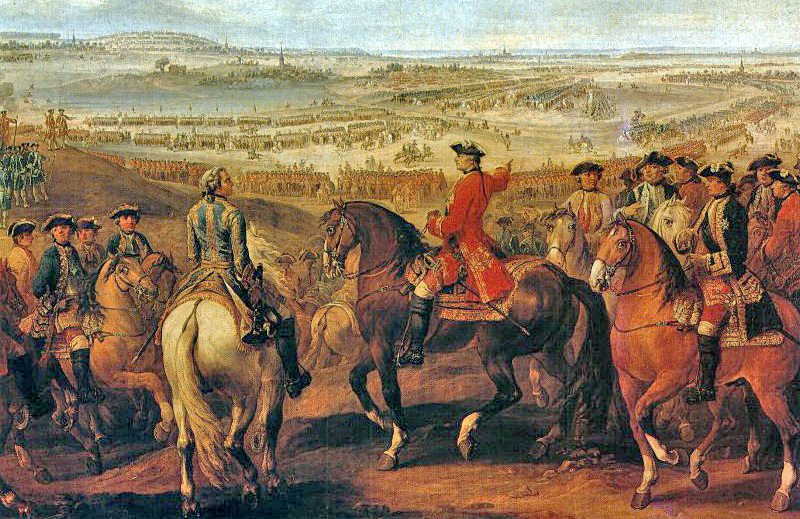
Slag bij Lafelt, 2 juli 1747

Maastricht bleek aan het einde van deze oorlog een belangrijk steunpunt van de geallieerde troepen (tegen Frankrijk) onder leiding van de Britse hertog van Cumberland. In 1746 waren in en rondom de stad, naast het vaste Staatse garnizoen, troepen gelegerd uit Oostenrijk, Beieren, Saksen, Gotha, Hannover, Hessen, Hongarije en Engeland. In de loop van 1746 rukten ook de Franse troepen, aangevoerd door maarschalk Maurits van Saksen, op tot Kanne en bezetten daarop het kasteel Caestert op de Sint-Pietersberg.
Op 11 oktober 1746 vond nabij Luik de Slag bij Rocourt plaats, waarbij circa 200.000 manschappen betrokken waren en die geldt als een van de grootste veldslagen van de achttiende eeuw. Pas na deze veldslag kreeg het Maastrichtse garnizoen de versterking waar commandant Aylva op aangedrongen had. Met de komst van acht bataljons Oostenrijkers telde het garnizoen ongeveer 11.000 man. Met man en macht werd getracht de verwaarloosde vestingwerken op oorlogssterkte te brengen. In feite was de strijd bij voorbaat verloren, hetgeen Aylva al eerder aan de stadhouder had laten weten.
Na een periode van afwachten en voorbereidingen, barstte op 2 juli 1747 de strijd opnieuw los in de Slag bij Lafelt, even ten westen van Maastricht. In één dag kwamen in deze onbesliste veldslag naar schatting 5.000 tot 15.000 soldaten om het leven. Na de slag bleef een groot deel (circa 50.000 man) van de geallieerde legereenheden in de omgeving van Maastricht ingekwartierd, waardoor een Franse aanval op Maastricht noodgedwongen moest worden uitgesteld. Ook toen de Fransen kort daarna Bergen op Zoom belegerden, weigerde Cumberland het bevel van stadhouder Willem IV van Oranje-Nassau op te volgen om hulptroepen te sturen om zodoende zijn greep op het Maasland te behouden. Bergen op Zoom werd ingenomen, waarbij de stad grotendeels werd verwoest en circa 40% van de burgerbevolking om het leven kwam. Het Maastrichtse stadsbestuur stelde daarna alles in het werk om eenzelfde lot te ontkomen, door te onderhandelen met Maurits van Saksen. Een onbekend bedrag werd als afkoopsom betaald, hetgeen uiteindelijk weinig heeft geholpen om de schade te beperken.

## Het beleg

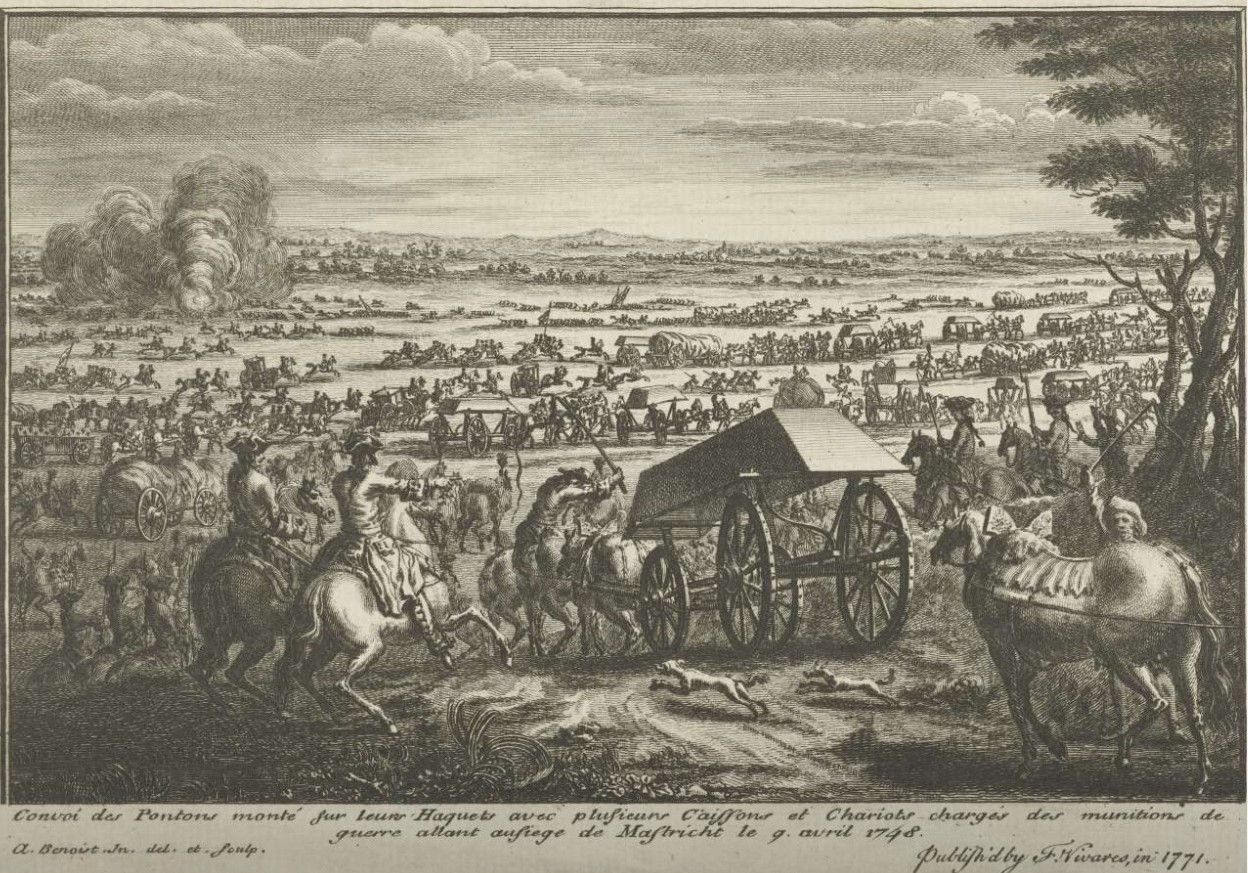
De Fransen trekken op naar Maastricht, 9 april 1748

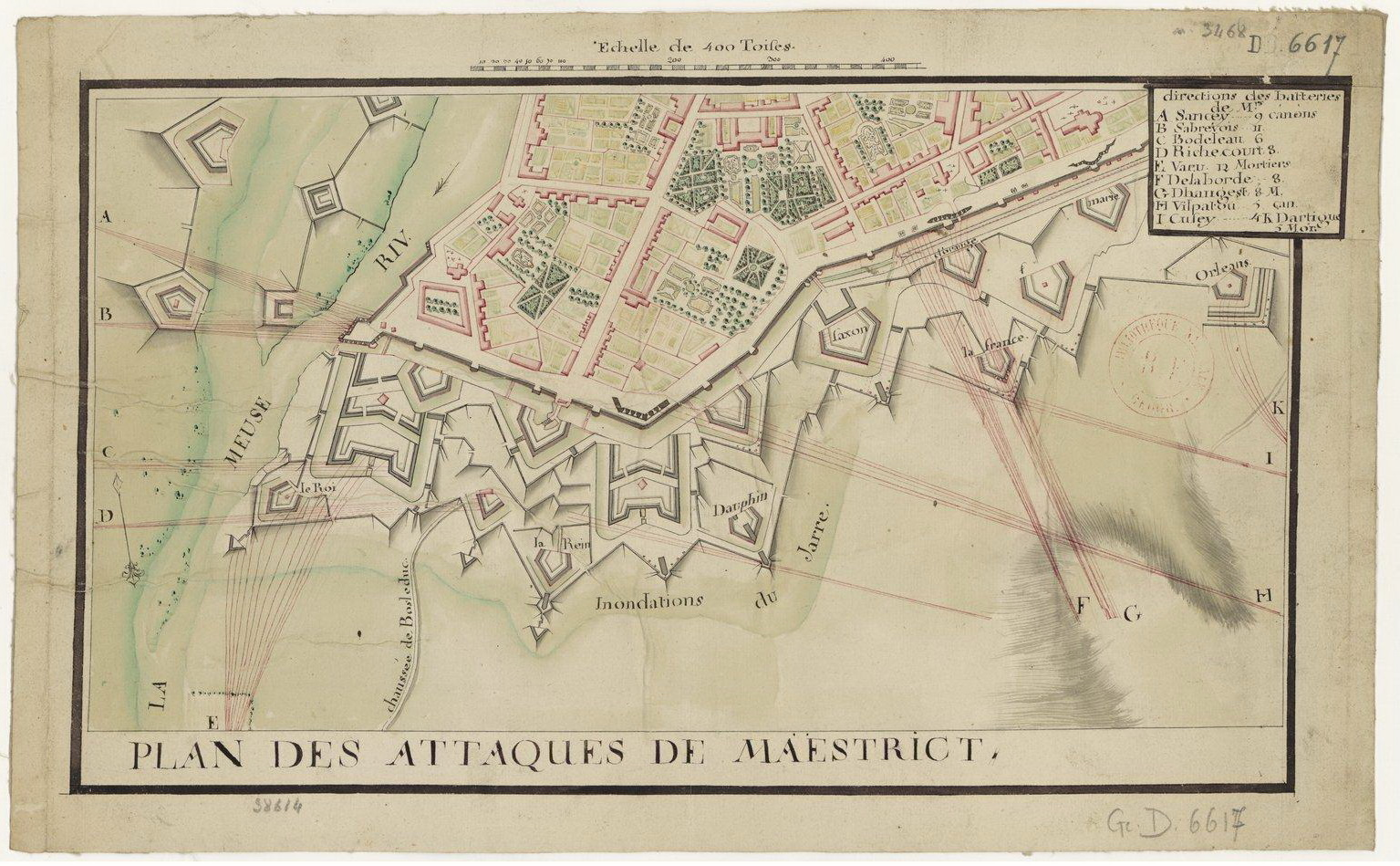
Aanval op de Bossche Fronten, april 1748

Begin april 1748 wist bevelhebber Maurits van Saksen, die na de Slag bij Lafelt zijn intrek had genomen in de abdij van Hocht, de geallieerden door een schijnmanoeuvre op het verkeerde been te zetten, waardoor een belangrijk contingent naar Breda vertrok en de weg werd vrijgemaakt voor de belegering van Maastricht.
De belegering begon op 9 april. Van Saksen slaagde erin de stad in zes dagen volledig van de buitenwereld af te sluiten. Ten oosten van Wyck benutte graaf Claude Louis de Saint-Germain de Geul als natuurlijke barrière; aan de westzijde van de stad werd een 'redoutengordel' aangelegd. In de nacht van 15 op 16 april begonnen de Fransen met de aanleg van approches (loopgraven) op beide Maasoevers, een onderneming die in de vesting aanvankelijk niet werd opgemerkt. Pas gedurende de derde nacht, van 17 op 18 april, poogden de belegerden onder leiding van de prins van Arenberg een uitval met zeven compagnies grenadiers, gesteund door zo'n vijfhonderd Oostenrijkse fusiliers. Het doel, het veroveren en vernielen van de loopgraven, mislukte, onder andere door verraad door Franse infiltranten en door plotseling intredende sneeuwval.
Door de hoge stand van de Maas was commandant Hobbe van Aylva in staat het Wyckerveld onder water te zetten, waardoor de Fransen daar uit hun approches werden gedreven. Mede door het slechte weer stonden de Franse militairen op sommige plekken dagenlang tot hun knieën in het water. Vanaf 21 april werd de stad gebombardeerd.   De aanval richtte zich op de noordwestelijke wal tussen de Boschpoort en de Lindenkruispoort, en op de Bossche Fronten die hier lagen. Toch duurde het nog tot het eind van de maand voordat de Fransen hun eerste kleine succes boekten: de verovering van de twee flêches van de buitenwerken La Reine en Le Roy.
Het moreel van het Maastrichtse garnizoen, bestaande uit zo'n 10.000 man Staatse, Beierse en Oostenrijkse troepen, was hoog en Van Aylva verdedigde de stad met felle uitvallen: na die van 17-18 april opnieuw op 27-28 april. Op 3 mei kwam uit het nabije Aken het bericht dat aldaar een vredesakkoord leek te zijn bereikt, waarna er een wapenstilstand kwam (de Vrede van Aken (1748) zou nog maanden op zich laten wachten). Twee dagen na het staakt-het-vuren, dat door de Geallieerden als een 'overwinning' werd gezien, benoemde stadhouder Willem IV van Oranje-Nassau commandant Aylva tot gouverneur van Maastricht, als beloning voor diens dappere verdediging.
Hoewel de gevechtshandelingen waren gestaakt en de uitkomst van het beleg nog geenszins duidelijk was, volgde op 7 mei de officiële capitulatie van de belegerde stad. Op 10 mei, vanaf zeven uur 's ochtends, trokken aan de Wyckse kant twee Franse regimenten (Löwendal en Normandie) via de Duitse Poort de stad binnen. Later die dag vertrokken de Staatse en Beierse troepen, met behoud van eer, via de Brusselsepoort naar Den Bosch, waarbij Franse en Zwitserse wachten vanaf het Vrijthof een erehaag vormden. Het Staats garnizoen mocht van de Fransen zelfs vier kanonnen en twee mortieren meevoeren. De Oostenrijkers verlieten de stad via de Tongersepoort. De twee Franse bevelhebbers Maurits van Saksen en Ulrich van Löwendal woonden later die dag een Te deum bij in de Sint-Servaaskerk, waarbij de deken van het Sint-Servaaskapittel de woorden sprak: "Gezegend zij Lodewijk de Vijftiende, onzer allerchristelijkste vorst, alleluja".
Sleutelfiguren

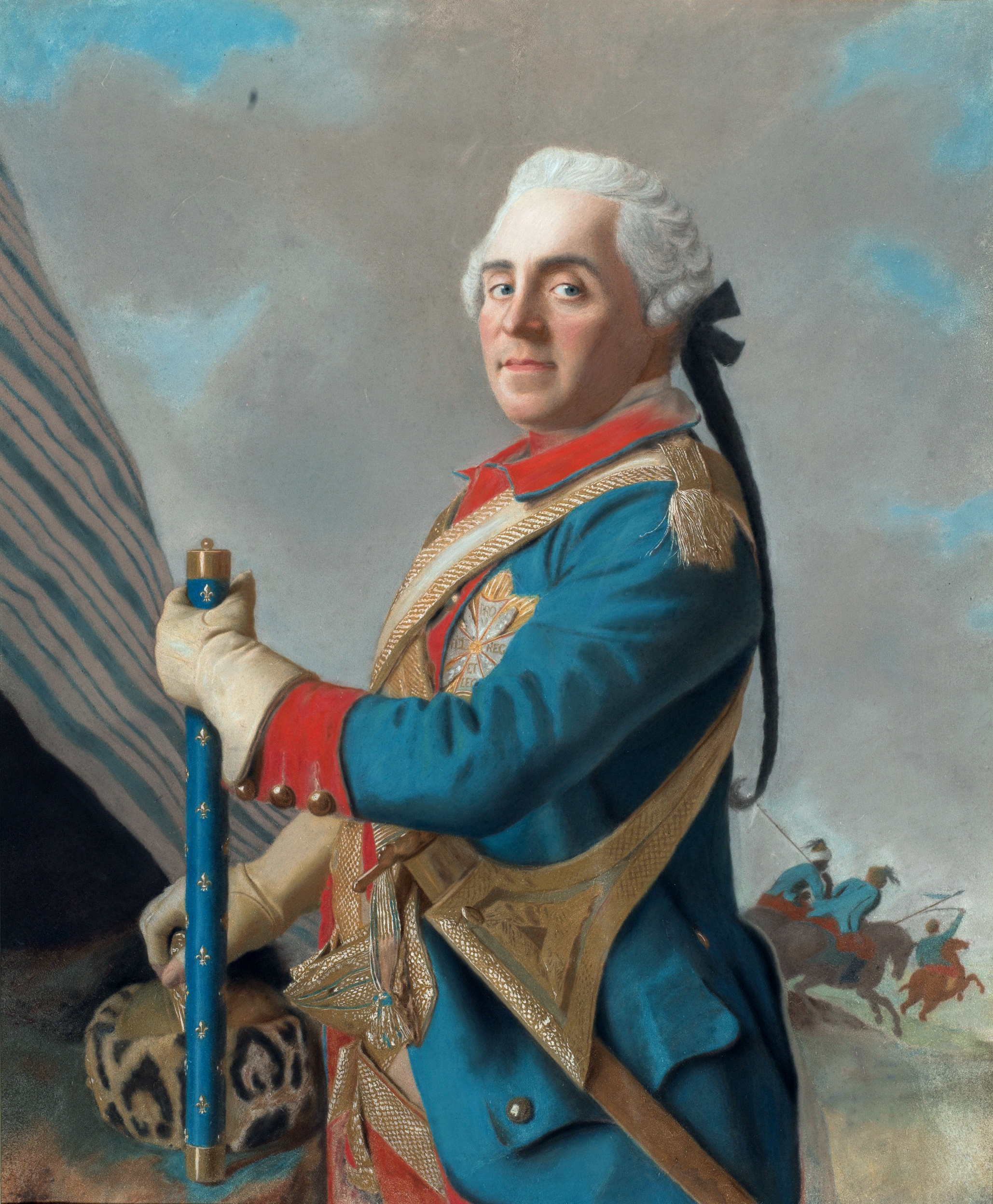
Maurits van Saksen in 1748
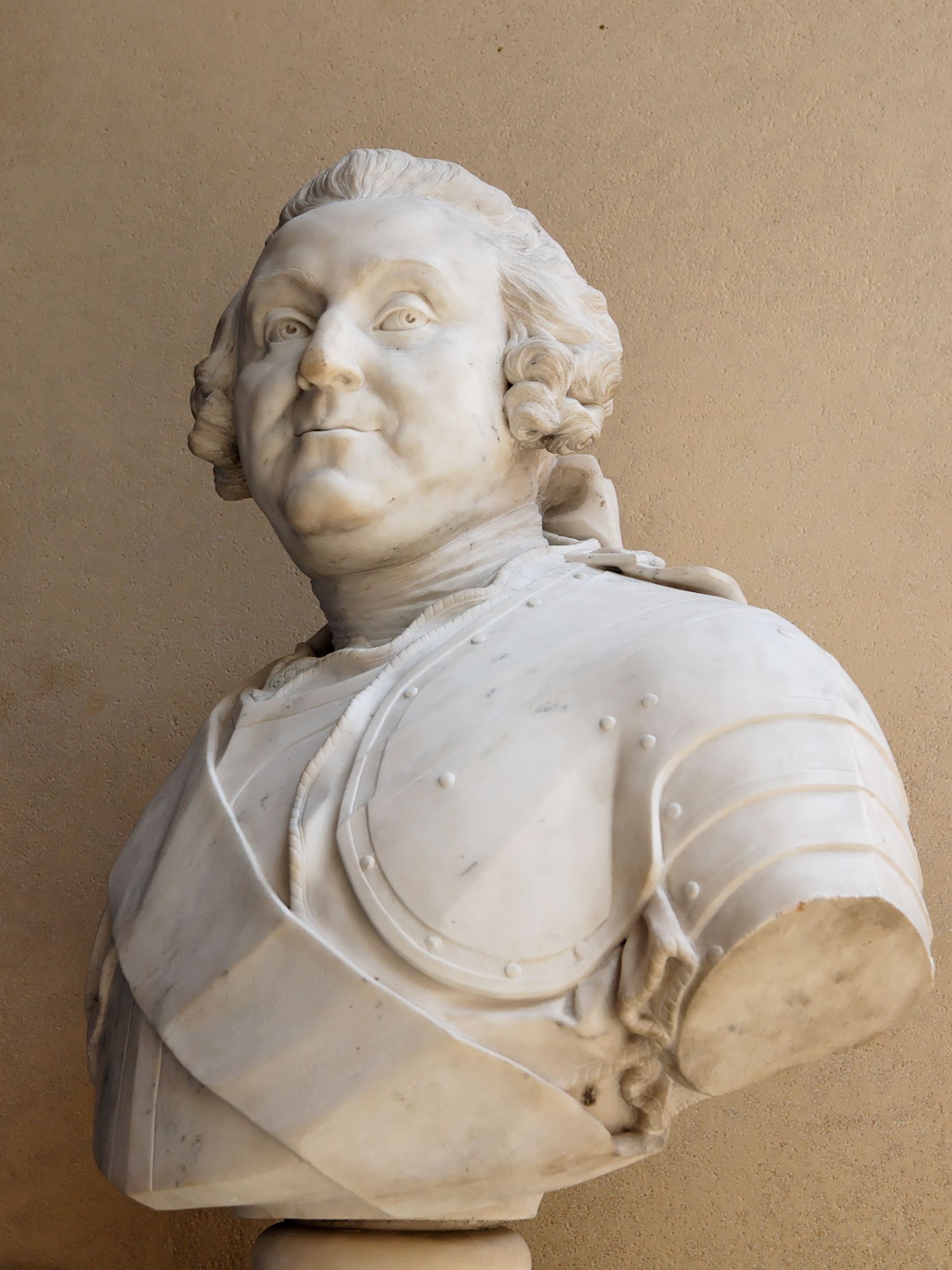
Ulrich van Löwendal, 1750
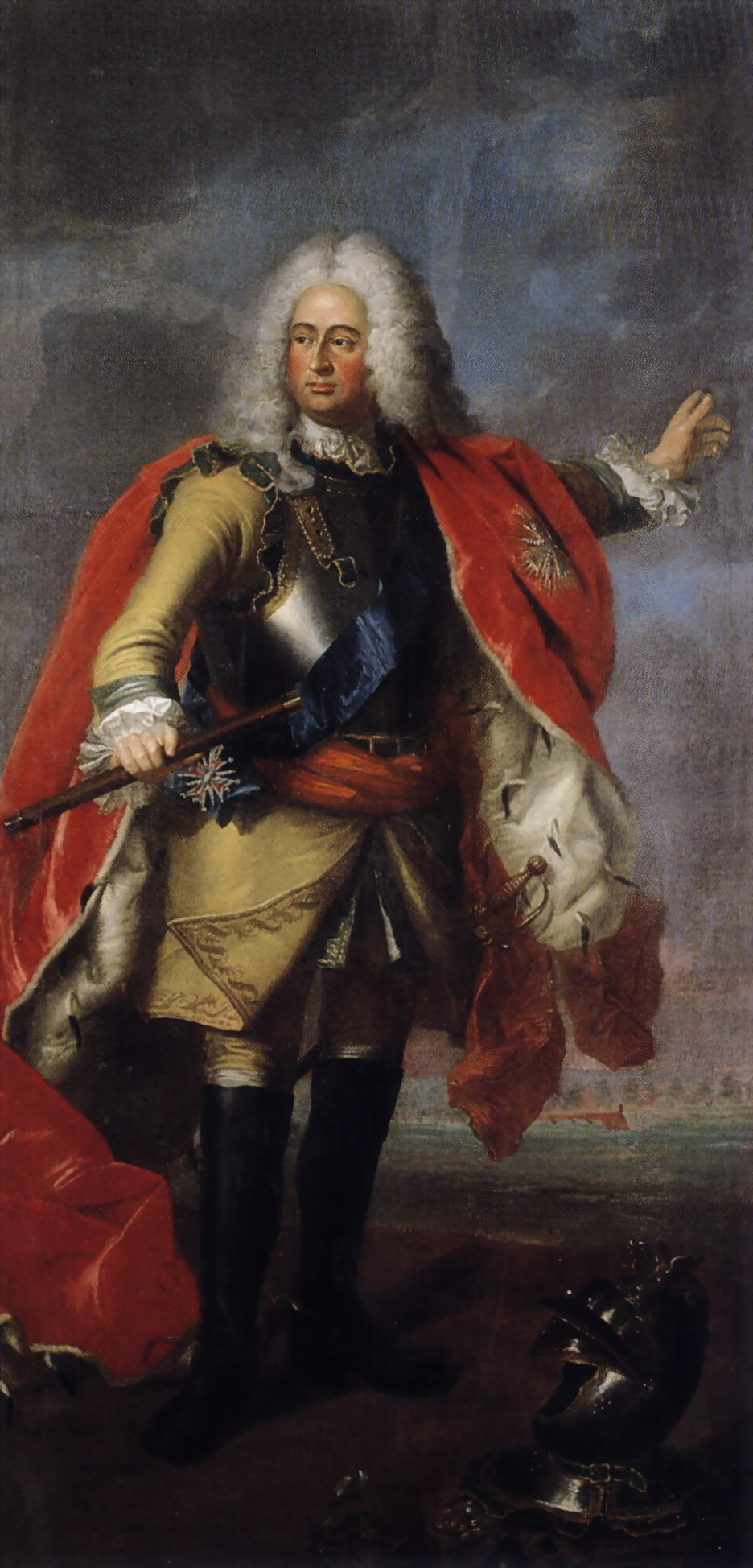
Willem VIII van Hessen-Kassel, ca 1750
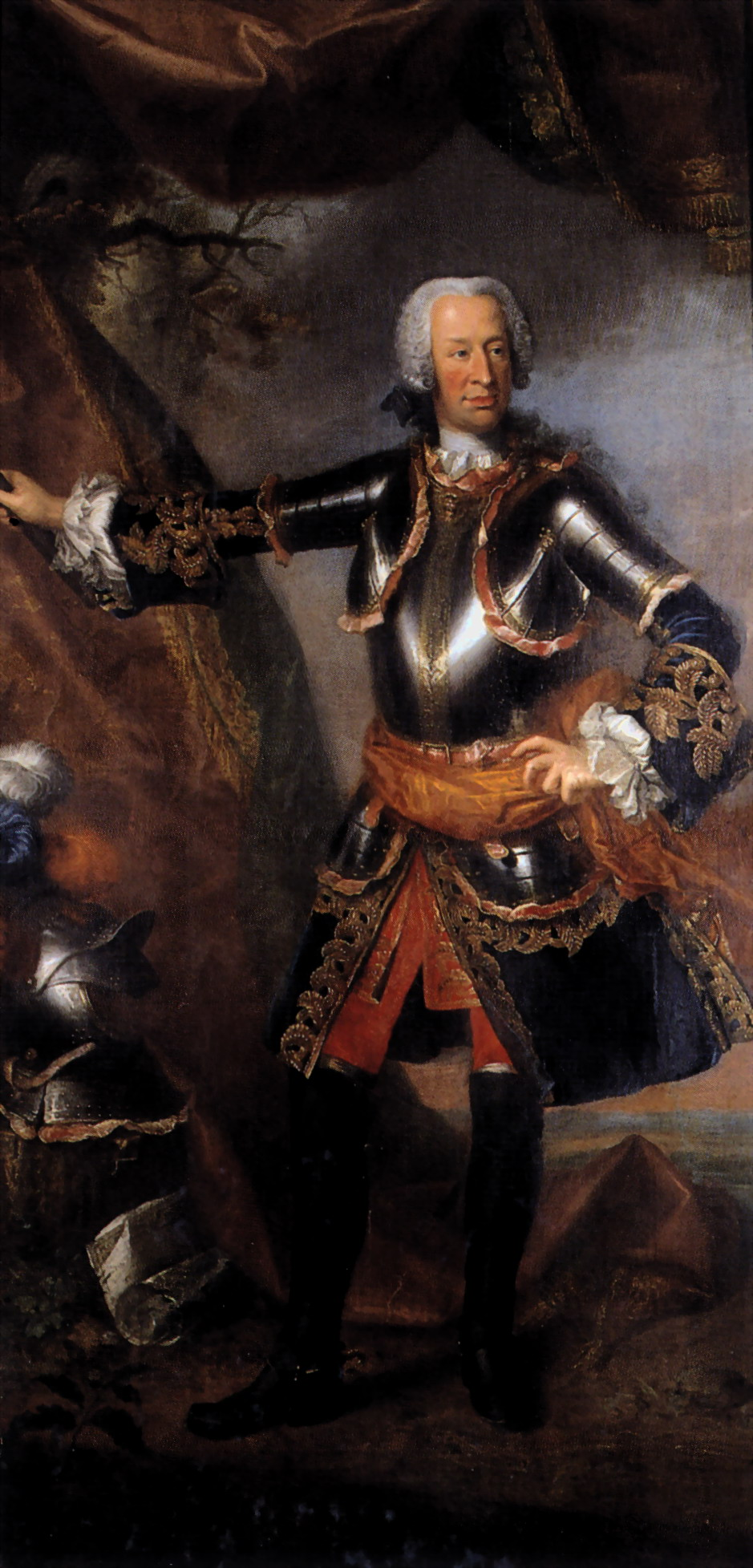
Hobbe van Aylva, ca 1750

## De bezetting
Maastricht werd na de overgave geen Franse stad, zoals dat in de periode 1794-1814 het geval zou zijn. In de capitulatie-artikelen was bepaald dat de tweeherigheid van de stad gerespecteerd zou worden. Koning Lodewijk XV van Frankrijk zou binnen het condominium slechts in de rechten van de Staten-Generaal treden, en moest de soevereiniteit dus delen met de Luikse prins-bisschop Johan Theodoor van Beieren. De Franse bezetting duurde al met al nog geen jaar, aanzienlijk korter dan in 1673-1678, na de verovering door Lodewijk XIV. De Franse maarschalk Ulrich van Löwendal werd benoemd tot gouverneur der vesting, een functie die hij tot oktober van dat jaar zou uitoefenen, toen in Aken het vredesverdrag werd ondertekend. Plaatsvervangend gouverneur van oktober 1748 tot begin februari 1749 was de Zwitserse graaf Maurice de Courten (die gezien wordt als geestelijk vader van de in 1759 ingestelde Orde van Militaire Verdienste). Hij mocht de aftocht van de Franse troepen in goede banen leiden. Op 3 februari 1749 verlieten de Fransen Maastricht en verwelkomde het stadsbestuur de nieuwe vestingcommandant Lindtman. Op 26 maart 1749 keerde gouverneur Aylva er met zijn garnizoen terug.

## Gevolgen
Over het aantal Franse slachtoffers bij het Beleg van 1748 is niets bekend. Van het Maastrichtse garnizoen sneuvelden 218 mannen, meer dan vijfhonderd overleden in het hospitaal aan verwondingen of door ziekten. In de stad, met name in het noordelijk stadsdeel, was veel materiële schade. Zo werden het Statenhuis op de hoek van het Vrijthof en de Commanderij Nieuwen Biesen van de Duitse ridders voor een deel verwoest. De kosten van de Franse bezetting werden door het stadsbestuur berekend op ƒ 341.888, inclusief de kosten voor het onderhoud van het garnizoen. Ondanks het feit dat de belastingen in de jaren na de bezetting fors werden verhoogd, bleven opstanden of plunderingen, zoals elders in de Republiek het 'Pachtersoproer', in Maastricht uit.
In de omgeving van Maastricht had de jarenlange aanwezigheid van 100.000 tot 150.000 soldaten desastreuze gevolgen. Volgens een verklaring van een kanunnik van het Sint-Servaaskapittel aan de stadhouder was van de tot het kapittelbezit behorende elf banken van Sint-Servaas "de ene helft verwoest en de andere helft verbrand". In het dorp Gellik werd op 25 april 1748 de eeuwenoude donjon opgeblazen. De door de Fransen opgeworpen redoutengordel domineerde tijdenlang het landschap rondom dit dorp.
De Maastrichtse protestanten vreesden na de inname dat ze hun kerkgebouwen zouden kwijtraken, zoals dat ook tijdens de Franse bezetting van 1673-1678 was gebeurd. Het ging daarbij met name om de Sint-Janskerk en de Sint-Matthijskerk, die na de verovering door Frederik Hendrik in 1632 van de katholieken waren overgenomen. Gouverneur Van Löwendal, een tot het katholicisme bekeerd lutheraan, betoonde zich echter uiterst verlicht en beloofde het bestaande evenwicht tussen katholieken en protestanten te handhaven. Wel waren er wat schermutselingen rondom pogingen van katholieken om weer grotere processies te houden en moest de kleine Nederduits-Gereformeerde gemeente van Maastricht een jaar lang steun uit Den Haag ontberen.

## Cultuurhistorisch erfgoed

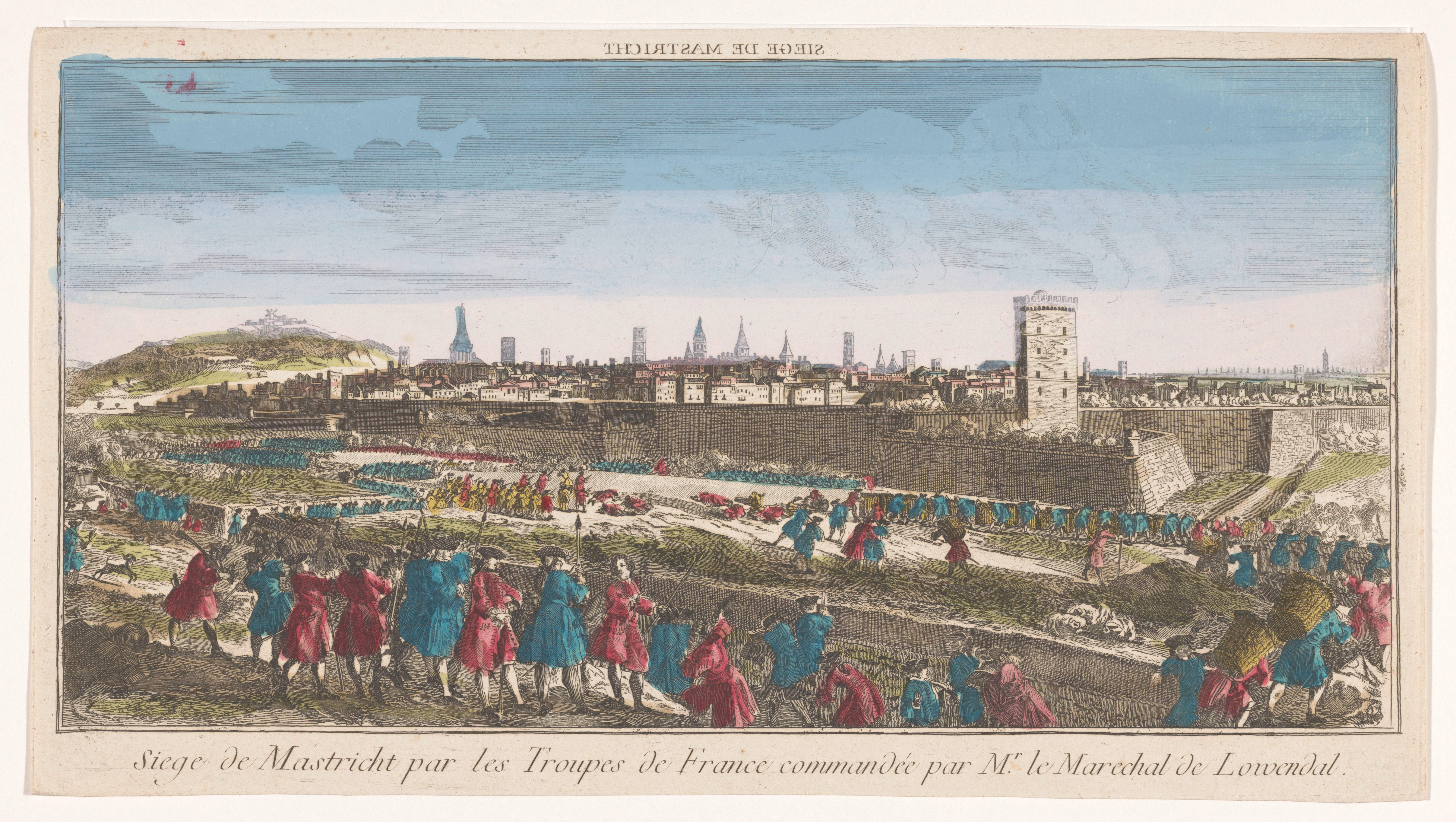
Weinig realistische weergave van het beleg

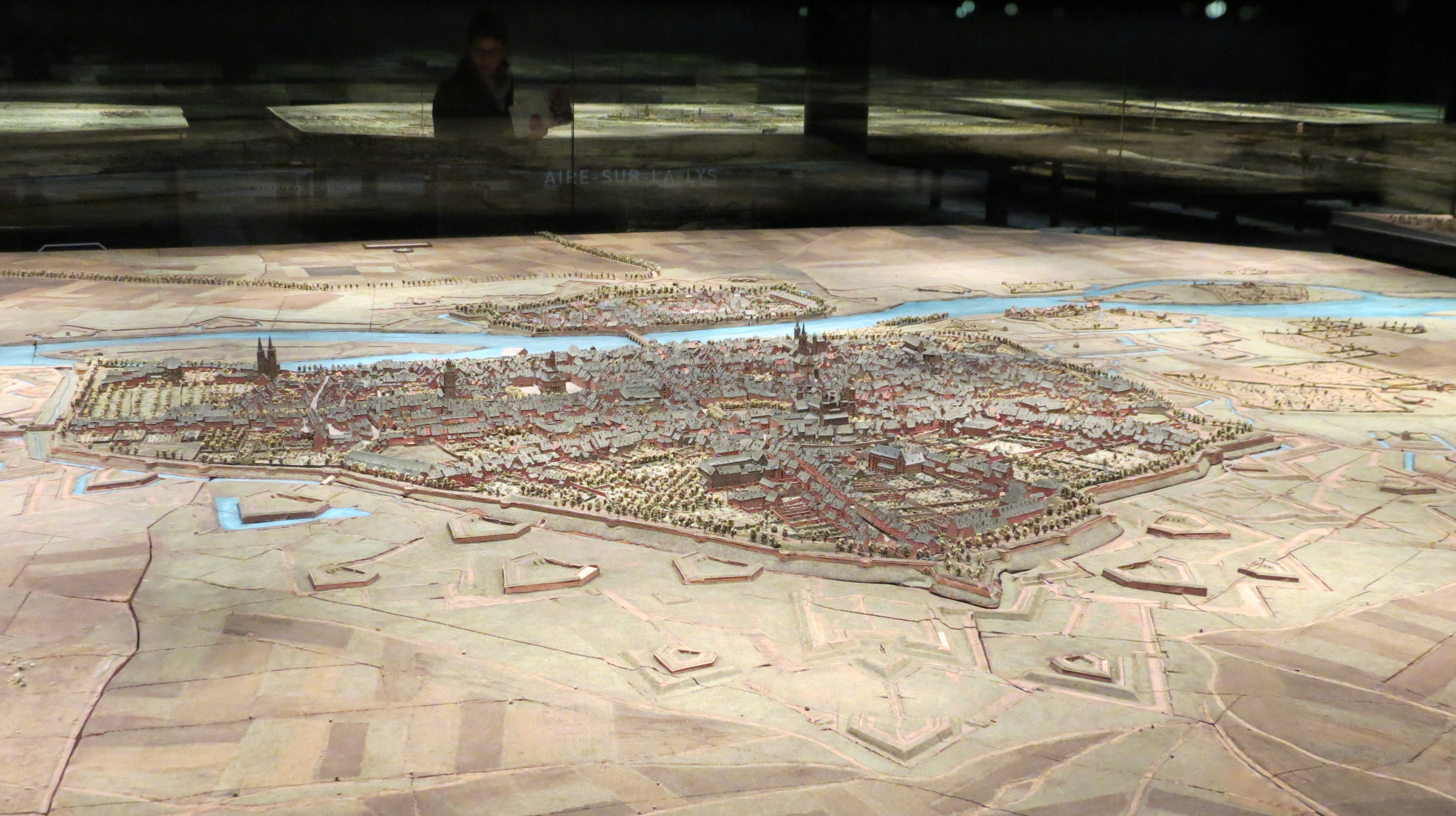
Franse maquette van Maastricht (1748-52), vervaardigd na de val van Maastricht, Museum voor Schone Kunsten, Rijsel

Van het beleg zijn diverse voorwerpen, schilderijen, tekeningen, kaarten en beschrijvingen bewaard gebleven. Een viertal kanonnen, die het garnizoen na de overgave mocht meevoeren, werden later door de Staten-Generaal aan gouverneur Van Aylva geschonken, die ze voor het gouvernementspaleis aan de Bouillonstraat liet opstellen. Na zijn overlijden bleek Aylva ze testamentair te hebben geschonken aan de Staten van Friesland, waarna ze tot 1854 voor de hoofdwacht in Leeuwarden stonden. De huidige verblijfplaats is niet bekend. Een ets van Reinier Vinkeles naar een tekening van Jacobus Buys in de collectie van het Rijksmuseum Amsterdam toont het eervolle vertrek van het Staatse garnizoen via de Brusselsepoort (locatie niet herkenbaar). Een andere ingekleurde ets, waarvan exemplaren aanwezig zijn in de collecties van het Rijksmuseum en de Bibliothèque nationale de France, toont een weinig realistische weergave van het beleg. Een onbekend Nederlands dichter schreef, ondanks de capitulatie van Maastricht, een lofdicht op baron van Aylva, getiteld Op het Roemruchtig Capituleren van zyne Excellentie den heere Baron van Aylva, Commandant van Mastricht.
Tijdens de kortdurende bezetting liet de Franse ingenieur Jean-Baptiste Larcher d'Aubencourt de gehele stad opmeten en intekenen. De opmetingsgegevens werden later in Parijs verwerkt tot een maquette van de vermaarde vestingstad, de Maquette van Maastricht. Het origineel bevond zich tot 1991 in het Musée des Plans-Reliefs in het Parijse Hôtel des Invalides, waarna de maquettes van de Noord-Franse en Zuid-Nederlandse steden, waaronder Maastricht, verhuisden naar het Museum voor Schone Kunsten in Rijsel. De maquette die in het Maastrichtse Centre Céramique is te zien, is een kopie van de Franse maquette uit 1974-1982, gemaakt door medewerkers van de Centrale Werkplaats Instructiemiddelen in Breda.
De Fransen hebben tijdens hun kortstondig verblijf in Maastricht tevens invloed gehad op het theaterleven in de stad. Tijdens de bezetting werd de oude Jekermanège in de Jekerstraat door de Franse militairen ingericht als schouwburg voor Franstalig toneel. Na hun vertrek zou het gebouw die functie enkele tientallen jaren behouden, tot in 1789 de Bonbonnière in gebruik werd genomen.
In 2001 verscheen bij gelegenheid van het zilveren jubileum van de Stichting Maastricht Vestingstad het boek Thans bonst het grof geschut... De verovering en bezetting van Maastricht in 1748, waaraan onder anderen de toenmalige voorzitter van die stichting, Jos Notermans, een belangrijke bijdrage leverde. Het boek bevat tevens fragmenten van de kroniek van de Akense kanselarij-medewerker Johannes Janssen, die de vredesonderhandelingen in die stad en de gebeurtenissen in de omgeving van dichtbij meemaakte. In 2021 verscheen een artikel van de historicus Lambert Jacobs, waarin de periode 1747-1749 in Maastricht in het bredere perspectief van de gebeurtenissen elders in de Republiek worden geplaatst.

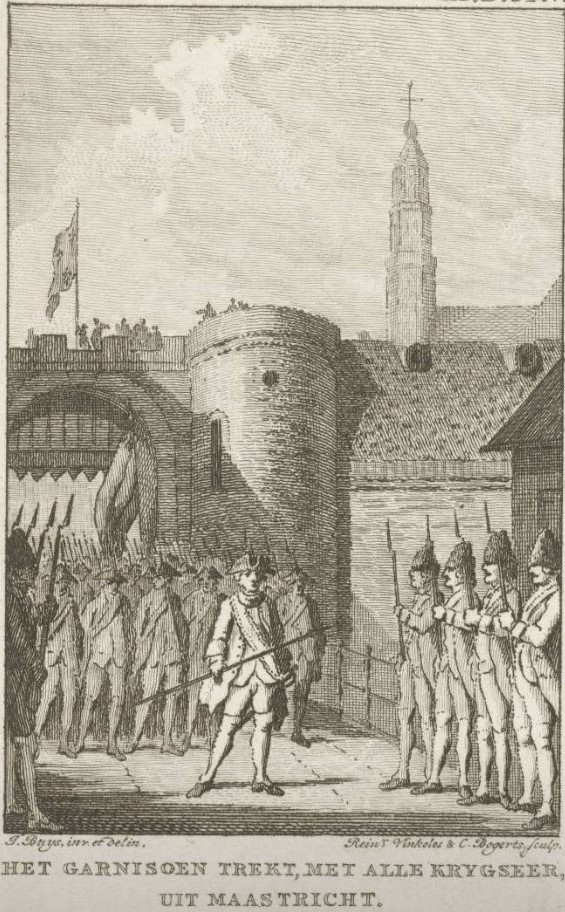
Prent van het eervol vertrek van het Staatse garnizoen.
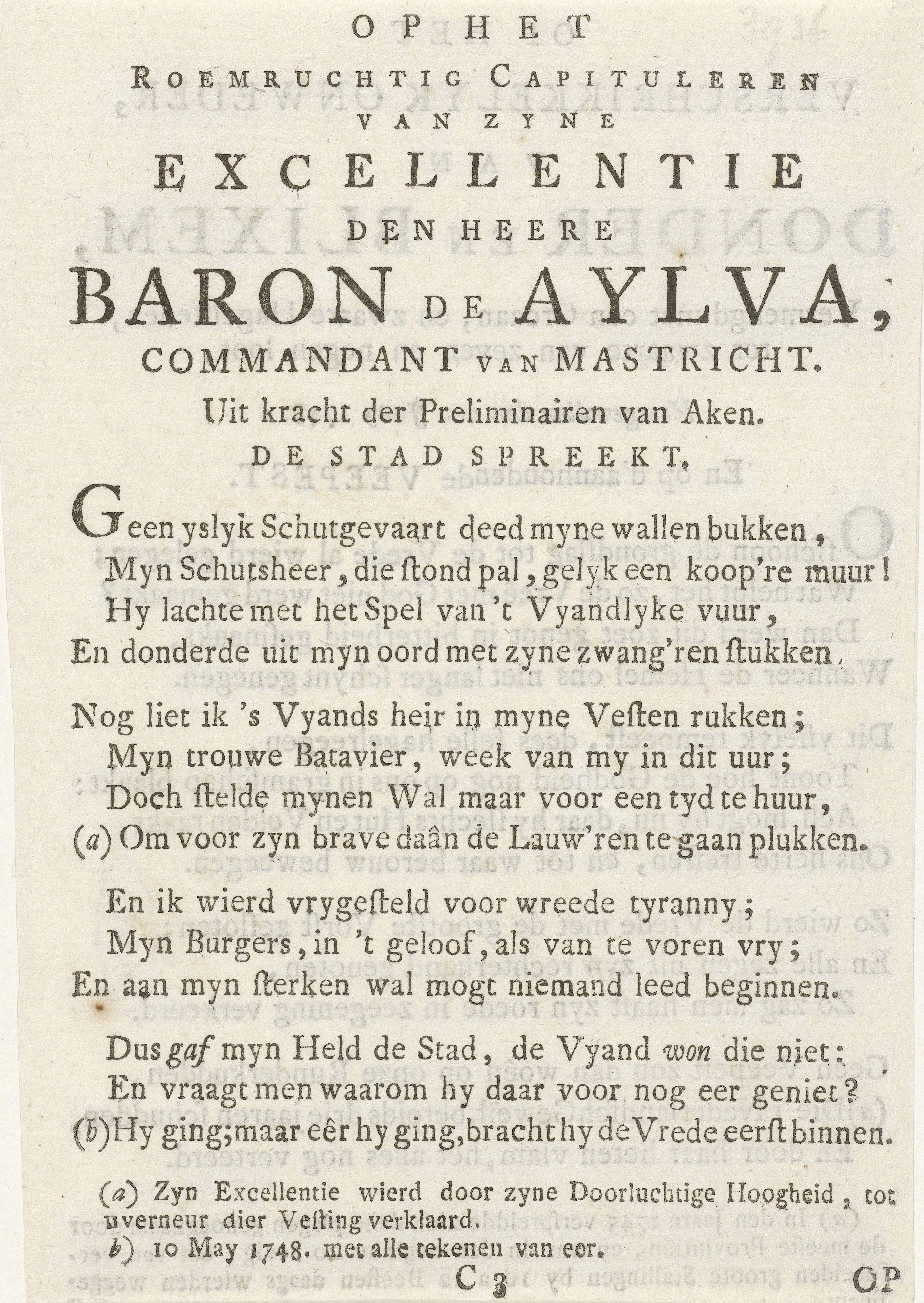
Lofdicht op baron van Aylva.
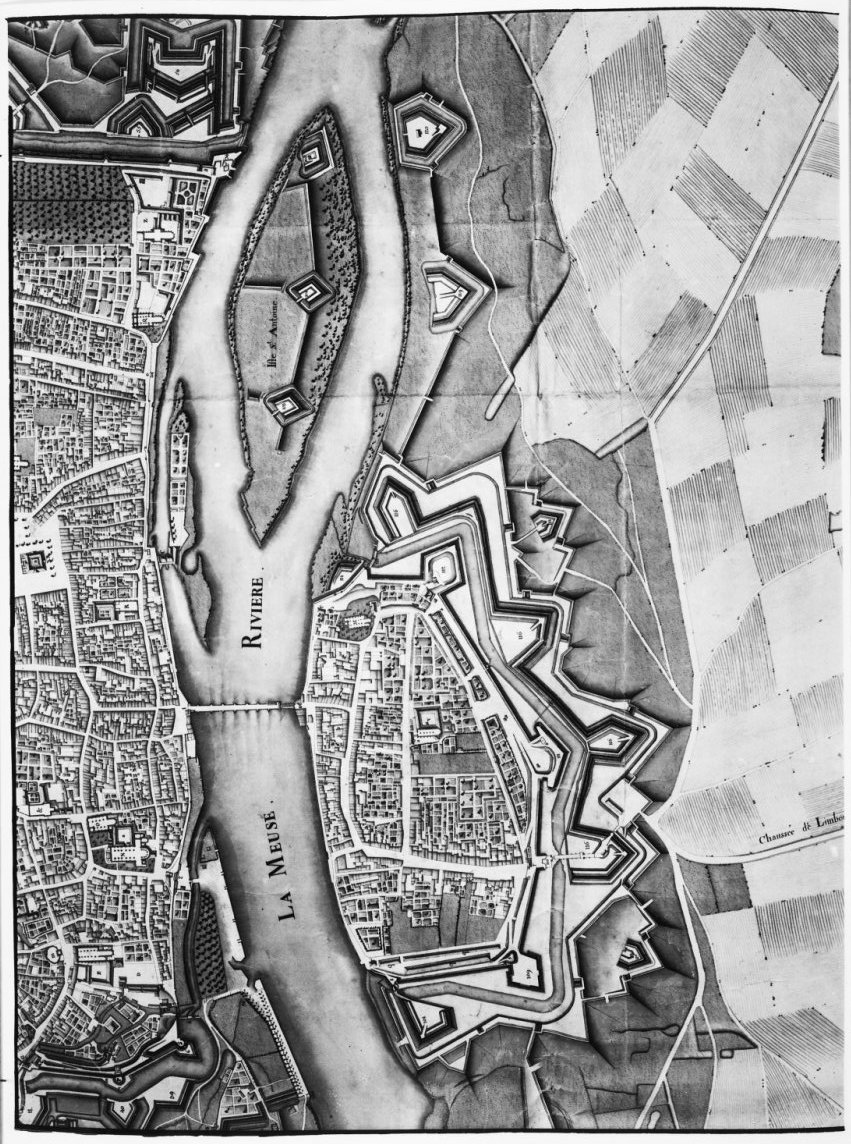
Kaart van Wyck door Larcher d'Aubencourt.
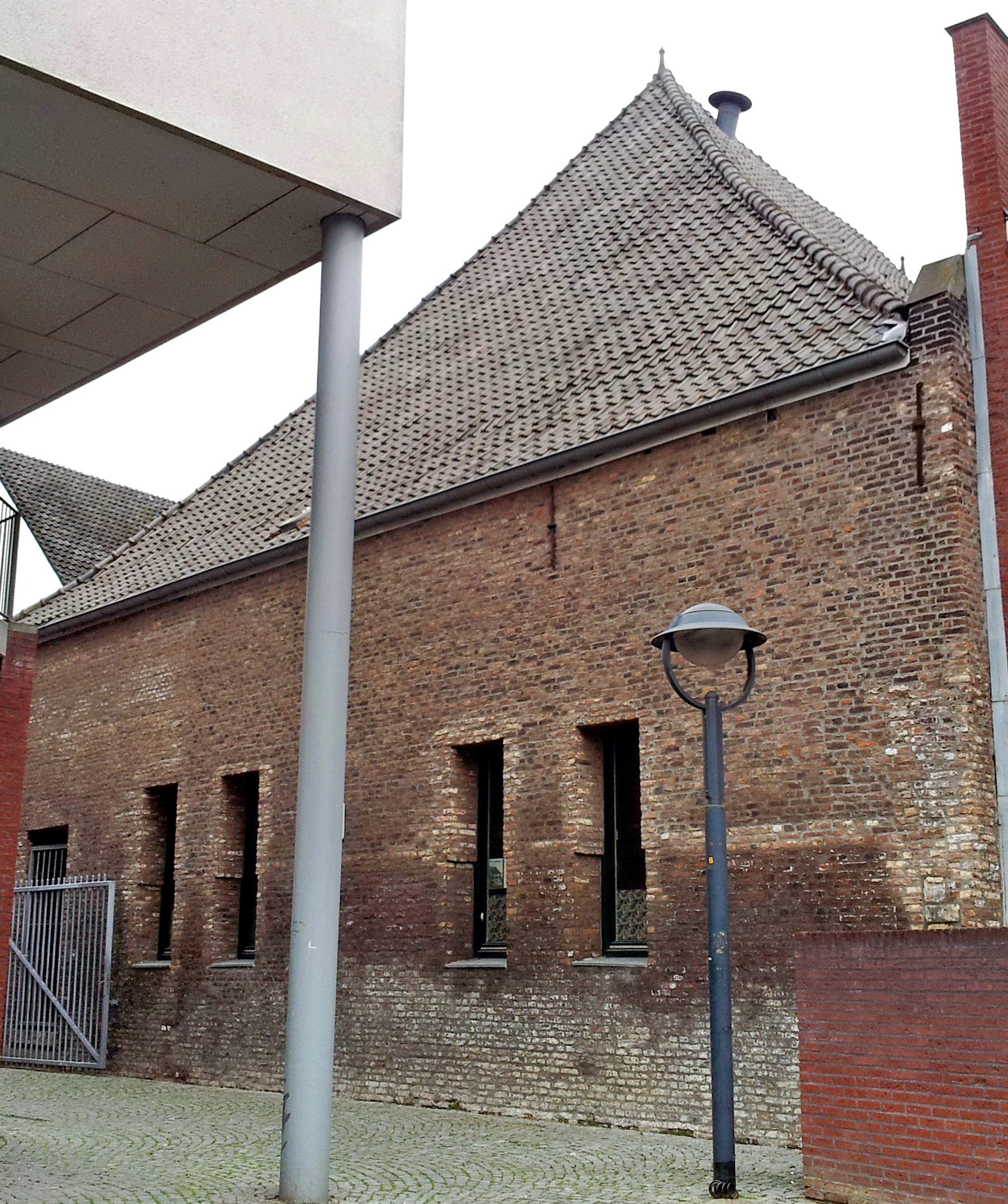
Jekermanège, gedurende veertig jaar in gebruik als theater.

1740-'42: Eerste Silezische Oorlog ·
1740-'48: Oorlog van koning George ·
1741: Slag bij Mollwitz ·
1742: Slag bij Chotusitz ·
1743: Slag bij Dettingen ·
1744: Zeeslag bij Toulon ·
1744-'45: Tweede Silezische Oorlog ·
1744-'48: Eerste Karnataka Oorlog ·
1745: Slag bij Pfaffenhofen ·
1745: Slag bij Fontenoy ·
1745: Slag bij Hohenfriedeberg ·
1745: Slag bij Soor ·
1745: Slag bij Hennersdorf ·
1745: Slag bij Kesselsdorf ·
1746: Beleg van Brussel ·
1746: Slag bij Culloden ·
1746: Slag bij Piacenza ·
1746: Slag bij Rocourt ·
1747: Eerste zeeslag van Kaap Finisterre ·
1747: Slag bij Lafelt ·
1747: Beleg van Venlo ·
1747: Beleg van Bergen op Zoom ·
1747: Aanval op Steenbergen ·
1747: Tweede zeeslag van Kaap Finisterre ·
1748: Beleg van Maastricht ·
1748: Vrede van Aken
881: Plundering door Vikingen ·
1204: Luiks-Loons beleg ·
1267: Beleg door Hendrik van Gelre ·
1303: Beleg door Jan & Pieter van Bar ·
1334: Beleg door Adolf van der Mark ·
1407-08: Beleg door Luikenaren ·
1576: Spaanse Furie ·
1579: Beleg door Parma ·
1632: Beleg door Frederik-Hendrik ·
1634: Beleg door De Moncada ·
1638: Verraad van Maastricht ·
1673: Beleg door Lodewijk XIV ·
1676: Beleg door Willem III ·
1747: Slag bij Lafelt ·
1748: Beleg door Maurits van Saksen ·
1793: Beleg door De Miranda ·
1794: Beleg door Kléber ·
1814: Blokkade (6e Coalitieoorlog) ·
1830-33: Blokkade (Belgische Opstand) ·
1940: Bezetting (WO2) ·
1944: Bevrijding (WO2)